# يوهانس كليمان
يوهانس كليمان (ولد 17 أغسطس 1896 في هولندا — توفي في 28 يناير 1959 في أمستردام) كان أحد الهولنديين الذين ساعدوا عائلة آن فرانك خلال الاحتلال الألماني لهولندا إبان الحرب العالمية الثانية. ذكر في مذكرات آن فرانك.